# ارنستو بونو
ارنستو بونو (ایتالیایی: Ernesto Bono؛ زادهٔ ۲۵ آوریل ۱۹۳۶) دوچرخه‌سوار اهل ایتالیا است. وی در مسابقات تور دو فرانس و جیرو دیتالیا شرکت کرده است.